# Герої Радянського Союзу — уродженці Севастополя
У цьому списку представлені Герої Радянського Союзу, які народились на території, що підпорядковується міській раді Севастополя. Список містить інформацію про дату Указу про присвоєння звання, номер медалі «Золота Зірка» рід військ, посаду та військове звання на час присвоєння звання Героя Радянського Союзу, місце народження, роки життя (дата народження і дата смерті) та місце поховання.
| № п/п | Фото                    | П. І. Б.                        | Дата Указу Номер нагороди         | Рід військ           | Посада Звання                                             | Роки життя                  | Роки життя                       |
| ----- | ----------------------- | ------------------------------- | --------------------------------- | -------------------- | --------------------------------------------------------- | --------------------------- | -------------------------------- |
| 1     | Герой Радянського Союзу | Воропаєв Василь Миколайович     | 13.03.1944 № 3374                 | Авіація              | командир авіазагону, гвардії капітан                      | нар. 01.01.1913 Севастополь | пом. 16.12.1981 Вінниця          |
| 2     | Герой Радянського Союзу | Киньдюшев Іван Іванович         | 19.08.1944 № 4438                 | Авіація              | заступник штурмана полку, гвардії майор                   | нар. 12.05.1918 Севастополь | пом. 18.05.1989 Москва           |
| 3     | Герой Радянського Союзу | Кисельов Сергій Іванович        | 04.02.1944 № 3194                 | Авіація              | командир ескадрильї, капітан                              | нар. 27.12.1919 Севастополь | пом. 04.02.1945 Жепін            |
| 4     | Герой Радянського Союзу | Кияшко Микола Никандрович       | 24.12.1943 № 2234                 | Артилерія            | командир взводу, старший лейтенант                        | нар. 23.12.1922 Балаклава   | пом. 05.04.2004 Київ             |
| 5     | Герой Радянського Союзу | Луцький Володимир Олександрович | 24.08.1943 № 1759                 | Авіація              | командир ескадрильї, гвардії капітан                      | нар. 21.05.1918 Севастополь | пом. 19.12.1976 Сімферополь      |
| 6     | Герой Радянського Союзу | Макаров Валентин Миколайович    | 28.01.1943 № 696                  | Авіація              | командир ескадрильї, капітан                              | нар. 30.08.1919 Севастополь | пом. 20.05.1978 Мінськ           |
| 7     | Герой Радянського Союзу | Папанін Іван Дмитрович          | 27.06.1937 № 37 03.02.1940 № 3/ІІ | ВМФ СРСР             | начальник ГУ «Севморпуть», контр-адмірал                  | нар. 26.11.1894 Севастополь | пом. 30.01.1986 Москва           |
| 8     | Герой Радянського Союзу | Письменний Володимир Васильович | 07.04.1940 посмертно              | Піхота               | командир батальйону, старший лейтенант                    | нар. 12.06.1904 Севастополь | пом. 13.02.1940 Виборзький район |
| 9     | Герой Радянського Союзу | Сальников Михайло Степанович    | 24.03.1945 № 4552                 | Бронетанкові війська | механік-водій танка, старшина                             | нар. 21.11.1919 Севастополь | пом. 12.04.1978 Санкт-Петербург  |
| 10    | Герой Радянського Союзу | Усенко Микола Віталійович       | 23.05.1966 № 11250                | ВМФ СРСР             | заступник командира АПЧ «К-133», гвардії капітан ІІ рангу | нар. 16.12.1927 Севастополь | пом. 25.03.2015 Москва           |